# Bica da Rainha

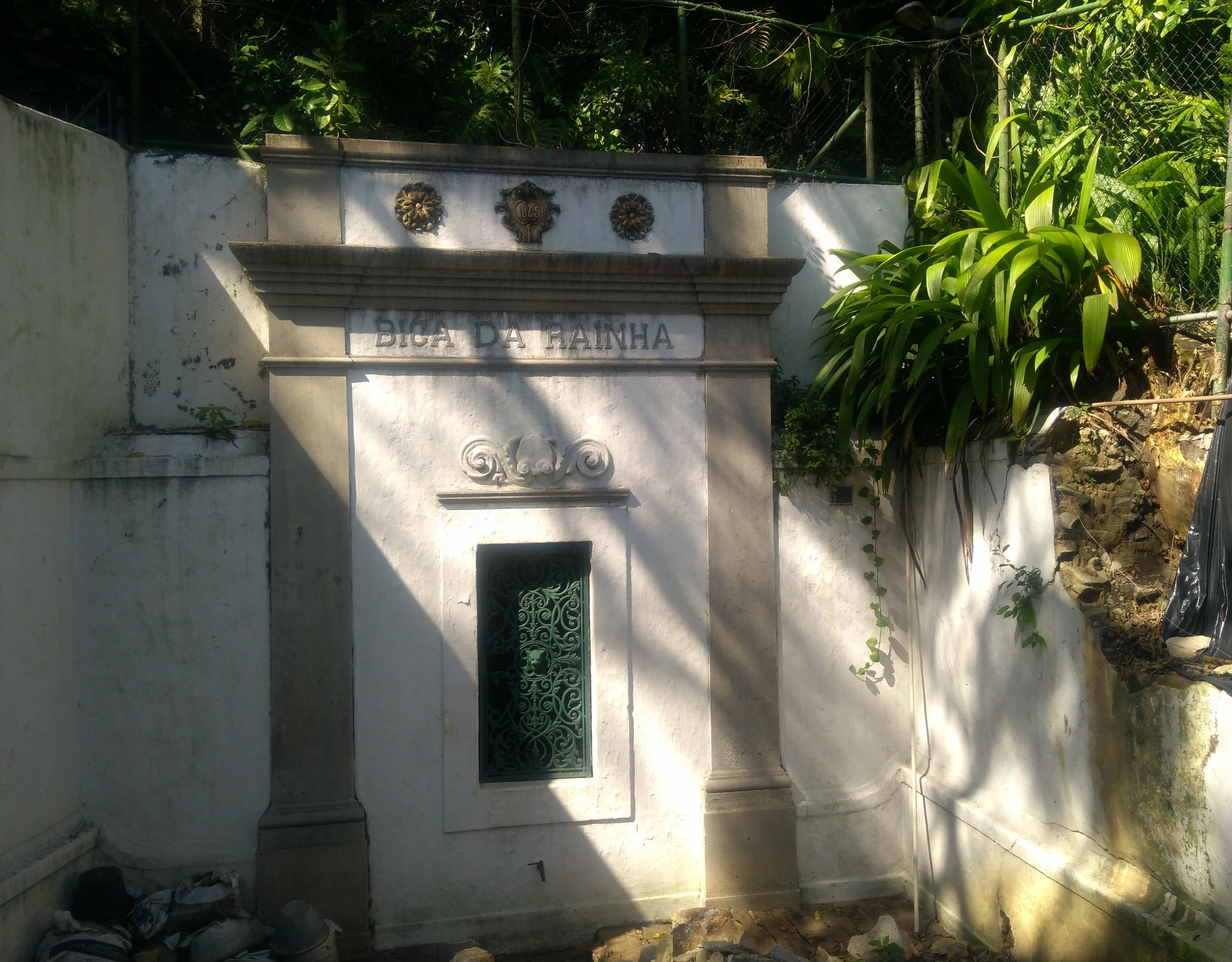
Bica da Rainha

A Bica da Rainha é um fontanário situado no bairro do Cosme Velho, na Zona Sul da cidade do Rio de Janeiro. Localiza-se na Rua Cosme Velho, 381, próximo à Estrada de ferro do Trem do Corcovado.
A bica foi construída no século XIX a fim de canalizar as águas de uma nascente próxima. Recebeu o nome Bica da Rainha em virtude das visitas que a rainha de Portugal, Dona Maria I, conhecida como "Dona Maria, a louca", fazia ao local. As águas da bica, no Cosme Velho, tinham fama de possuir virtudes terapêuticas e curar doenças. A Princesa do Brasil, Carlota Joaquina, frequentava o local, e por vezes levava a sogra Dona Maria I, acompanhada da corte da rainha. Subiam o Vale do Rio Carioca, com suas damas de companhia, daí se originando a expressão popular “Maria vai com as outras”. O monumento foi tombado pelo Instituto do Patrimônio Histórico e Artístico Nacional (IPHAN) como patrimônio histórico no ano de 1938.

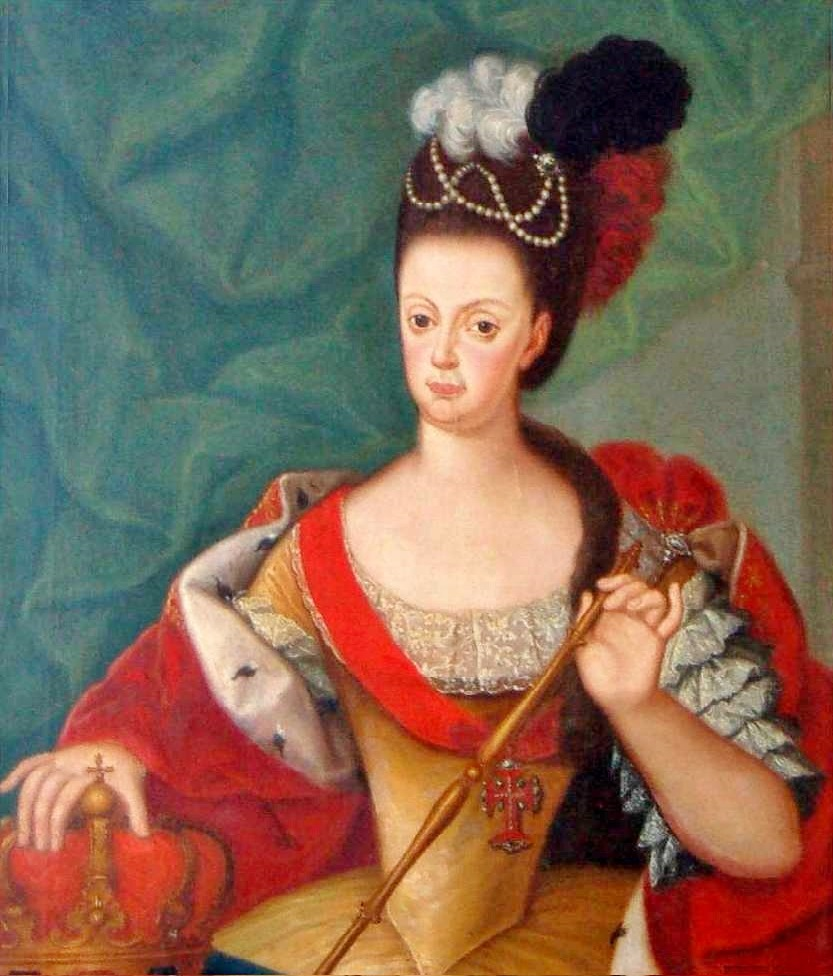
Rainha Dona Maria I, popularmente conhecida como Dona Maria, A louca

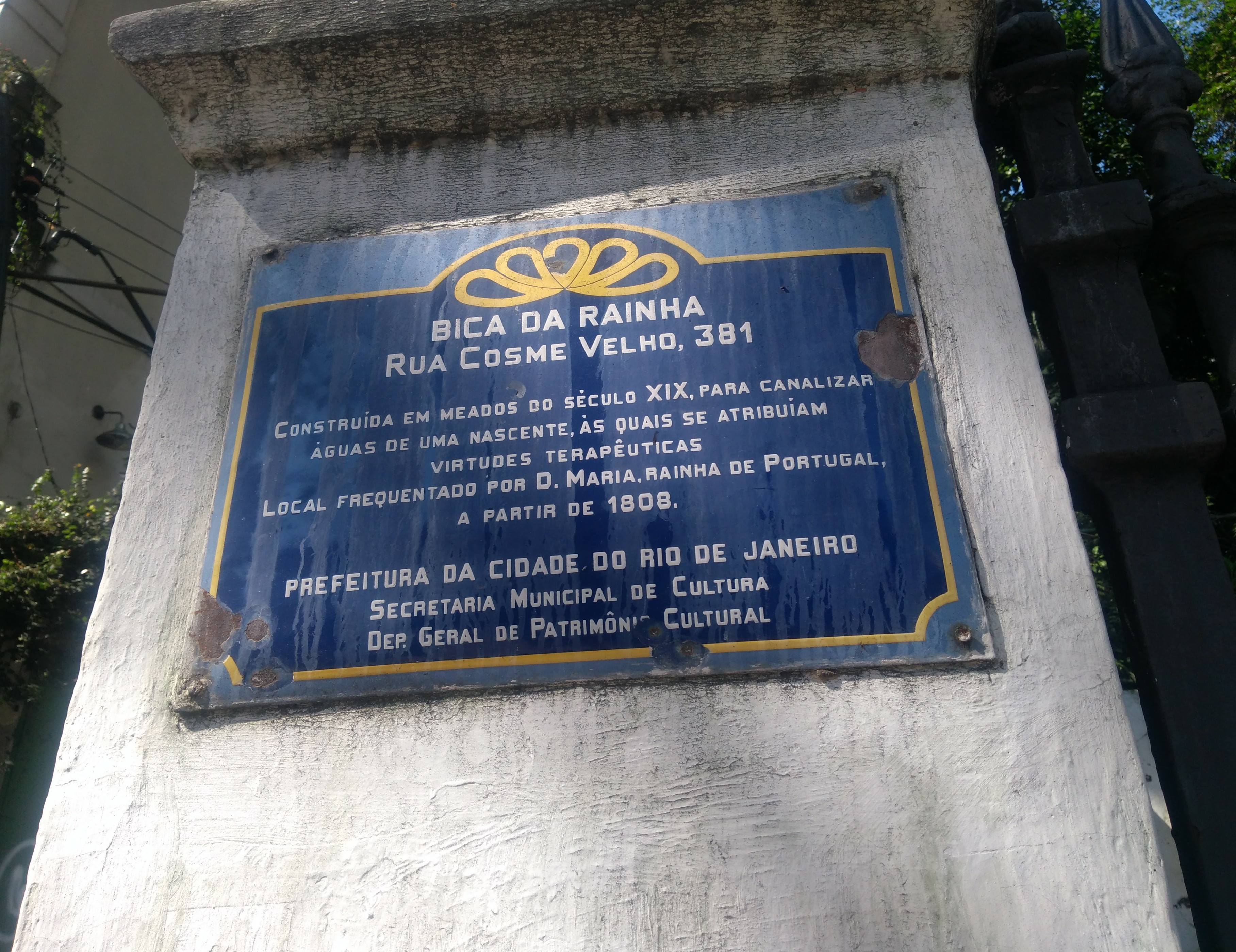

Antes da construção da bica, o local já era procurado, desde o século XVIII, por pessoas que acreditavam que as águas que provinham daquela nascente tinham o poder de curar males como a anemia e outras doenças. Tal crença despertou a curiosidade de Carlota Joaquina, que passou a frequentar a bica. Carlota teria recomendado o local à sogra, Dona Maria I, que também passou a visitar a região. A Rainha há muitos anos era mentalmente instável e acompanhada por médicos, possivelmente sofria de  esquizofrenia, doença desconhecida à época. Por esse motivo, a população apelidou o local de Bica da Rainha.
Em 2014, a Bica da Rainha teve o seu projeto paisagístico original recuperado. A iniciativa, assinada pela Bem Verde & Horta e Jardim, reconstituiu o jardim original com plantas da flora brasileira.